# Heraia (Arkadien)
Heraea oder Heraia (altgriechisch Ἡραία) war die wichtigste Stadt des antiken Arkadien am unteren Alpheios. Sie befand sich nahe der Grenze zu Elis, an der Straße aus Arkadien nach Olympia. Das Territorium von Heraia wurde Heraeatis oder Heraiatis (Ἡραιᾶτις) genannt.

## Geschichte
Nach der griechischen Mythologie wurde es von Heraieus, einem Sohn des Lykaon, gegründet und ursprünglich Sologorgus genannt. In archaischer Zeit schlossen die Heraier ein 100-jähriges Bündnis mit den Eleiern; eine Bronzetafel mit dem Vertragstext, verfasst im alten peloponnesischen Dialekt, wurde in Olympia gefunden und befindet sich heute im British Museum. Der Vertrag wird um die 50. Olympiade bzw. das Jahr 580 v. Chr. datiert, eine Zeit, in der Elis die unangefochtene Hegemonie über die westpeloponnesischen Gebiete Pisa und Triphylien ausübte und Heraia daher ein starkes Bedürfnis nach Unterstützung durch den mächtigen Nachbarn hatte.
Nach Strabon war Heraia im 4. Jahrhundert v. Chr. der Hauptort unter neun Siedlungen an den Ufern des Alpheios und seiner Nebenflüsse Ladon und Erymanthos, die unter dem spartanischen König Kleombrotos I. oder Kleonymos in einem Synoikismos nach Heraia umgesiedelt wurden. Wegen seiner engen Verbindung zu Sparta zog sich Heraia die Feindschaft der anderen arkadischen Städte zu, die das Territorium 370 v. Chr. verwüsteten. Später war Heraia Mitglied im Achäischen Bund und damit oft erwähnter Widersacher von Elis als einem der Hauptvertreter des Aitolischen Bundes. In hellenistischer Zeit wurde es von Philipp V. erobert, aber den Achäern zurückgegeben. Strabon erwähnt Heraia als eine der verlassenen Städte Arkadiens; Pausanias andererseits beschreibt es als immer noch wichtigen Ort. Er erwähnt Heraias Tempel, Bäder, Plantagen von Myrten und anderen Pflanzen am Ufer des Alpheios: Unter den Tempeln nennt er zwei für Dionysos, einen für Pan und die Ruinen eines Tempels für Hera.
In der Stadt befand sich eine berühmte Statue des Polyklet, die den Gott Pan mit dem Gesicht des Apollon zeigte. Auf heraischen Goldmünzen des 4. Jahrhunderts v. Chr. ist diese Statue abgebildet; Silbermünzen dieser Zeit zeigen Hera, die namensgebende Schutzgöttin der Stadt.
Heraia war die Heimatstadt mehrerer antiker Olympioniken, darunter u. a. Demaretos (520 v. Chr.), dessen Sohn Theopompos (516 v. Chr.) und dessen Enkel Theopompos.

## Lage
Heraia kann nach den Angaben bei Pausanias lokalisiert werden, der es als 15 Stadien von der Mündung des Ladon entfernt bezeichnet. Nach seiner Beschreibung lag die Stadt großteils an einem sanften Hügel und erstreckte sich entlang des Alpheios-Ufers. Die Ruinen liegen nahe dem modernen Dorf Agios Ioannis an einem Hang, der an beiden Seiten von Schluchten begrenzt wird. Ursprünglich reichte die Stadt bis an den Gipfel des Hügels, ein großer Teil der Ruinen wurde aber bereits durch die Nutzung des fruchtbaren Bodens als Ackerland zerstört. In der Antike war der Wein aus Heraia berühmt, ihm wurde zugeschrieben, dass er Frauen fruchtbarer mache.
Die Position Heraias war in mehrfacher Hinsicht günstig: Die Stadt lag in einem sehr fruchtbaren und verkehrsgünstigen Gebiet, direkt an überregionalen Straßenverbindungen, einerseits zwischen Olympia und dem inneren Arkadien, andererseits entlang dem Alpheios-Tal in nordsüdlicher Richtung; weiters verliefen hier zwei Straßen aus Megalopolis bzw. aus Messene und Phigalia, die nahe bei Heraia aufeinander trafen. In der Nähe befand sich auch eine Brücke über den Alpheios, die von Philipp V. 219 v. Chr. erneuert wurde. Die Grenze zum Gebiet von Pisa bildete der Fluss Erymanthos, zu Megalopolis der Buphagos. Die Tabula Peutingeriana zeigt ein Straßensystem, das Heraia mit Olympia, Melaneae und Megalopolis verbindet.
Die Gemeinde, in der die Fundstelle liegt, hieß bis 2011 Iraia, war also nach der antiken Stadt benannt. Diese wurde 2011 in die Gemeinde Gortynia eingegliedert.

## Ausgrabung
Der Archäologen Alexandros Philadelpheus unternahm 1931 Ausgrabungen in Heraia. Heute ist die Fundstelle nicht öffentlich zugänglich.